# December 7th
December 7th est un film documentaire américain de propagande réalisé par John Ford et Gregg Toland, sorti en 1943, consacré à l'attaque de Pearl Harbor le 7 décembre 1941.Toland était également le directeur de la photographie du film. La version originale du film, d’une durée de 82 minutes n’a pas été publiée, mais elle a été conservée par les archives nationales américaines.

## Synopsis
Le film commence par un découpage chronologique des événements du 7 décembre, en commençant par la ville d'Honolulu qui se réveille progressivement et s'anime le matin. Un jeune soldat est crédité d'avoir intercepté des informations vitales que ses supérieurs rejettent, tandis que d'autres marins jouent au baseball ou assistent à des services religieux, où l'aumônier conclut immédiatement l'office par la déclaration suivante ; " Messieurs, à vos postes de combat, et que Dieu vous bénisse ".
On montre ensuite comme de minuscules sauterelles les avions japonais se mettent à bourdonner dans le ciel d'Oahu et commencent la tristement célèbre attaque des installations militaires américaines sur l'île, notamment le naufrage du cuirassé Arizona et le bombardement de Hickam Field. Pendant ce temps, à Washington, des diplomates japonais discutent encore avec le secrétaire d'État Cordell Hull.
Une séquence animée est ensuite montrée, avec des tours de radio au-dessus du Japon, diffusant un discours fictif du Premier ministre Hideki Tojo. Le narrateur contredit la plupart des faits que le dirigeant japonais raconte à ses auditeurs à Tokyo, Nagasaki, Otaru, et Kobe. La hauteur des tours radio montrées est supposée être proportionnelle à la puissance porteuse de la station respective : 500 kW pour Tokyo ; 50 kW pour Nagasaki et Otaru ; et 10 kW pour Kobe.
Après l'attaque, Honolulu n'est plus la même ; l'île est placée sous la loi martiale, des barbelés et autres barrières de protection sont installés en cas d'invasion et même les enfants doivent être évacués et recevoir des masques à gaz. Le film est remarquable pour sa description sympathique des Japonais à Hawaï, et des difficultés qu'ils ont dû traverser par la suite.

## Fiche technique
- Titre : December 7th
- Réalisation : John Ford et Gregg Toland
- Scénario : Budd Schulberg
- Musique : Alfred Newman
- Photographie : Gregg Toland
- Cadreur : Jack MacKenzie (non crédité)
- Montage : Robert Parrish
- Production : ministère de la Guerre américain
- Pays d'origine :  États-Unis
- Format : Noir et blanc - 1,37:1 - Mono - 35 mm
- Genre : guerre
- Date de sortie : 1943

## Distribution
- Walter Huston : Uncle Sam 'U.S.'
- Harry Davenport : Mr. 'C'
- Dana Andrews : le fantôme du marin tué à Pearl Harbor
- Paul Hurst : le fantôme du soldat de la Première Guerre mondiale
- George O'Brien : narrateur (voix)
- James Kevin McGuinness : narrateur (voix) (comme James K. McGuiness)
- Addie Allen : elle-même
- James E. Kelley : lui-même
- Mrs. James E. Kelley : elle-même
- Mrs. William J. Leight : elle-même
- William J. Leight : lui-même
- Henry L. Rosenthal : lui-même
- Mrs. Henry L. Rosenthal : elle-même
- Mrs. William H. Schick : elle-même
- William H. Schick : lui-même
- Mrs. Stephen Szabo : elle-même
- Stephen Szabo : lui-même
- Jesus A. Tafoya : lui-même
- Mrs. Jesus A. Tafoya : elle-même

Et, parmi les acteurs non crédités :
- Philip Ahn : Shinto Priest
- Ralph Byrd : journaliste
- Hirohito : lui-même (images d'archives)
- Adolf Hitler : lui-même (images d'archives)
- Robert Lowery : soldat Joseph Lockhart
- Benito Mussolini : lui-même (images d'archives)
- Irving Pichel : narrateur (voix)
- Joseph B. Poindexter : lui-même
- Lionel Royce : M. Hanneman
- William R. Schick Jr. : lui-même
- Karl Swenson : artilleur
- H.N. Wallin : lui-même